# Лі Бінбін
Лі Бінбін (кит. спр. 李冰冰, піньїнь: Lǐ Bīngbīng; нар. 1973) — китайська акторка.

## Життєпис
Лі Бінбін народилась 27 лютого 1973 року в повіті Учан провінції Хейлунцзян.
Ставати акторкою в Лі планів не було. Після закінчення школи, коли прийшов час визначатись з університетом, друг порадив Лі вступити до Шанхайського драматичного інституту. Першим кінодебютом акторки став фільм Чжана Юаня «Сімнадцять років» (1999). 26 серпня 2007 року отримала нагороду в номінації «Найкраща акторка» на найпрестижнішій китайській церемонії нагородження Хуабяо за роль у фільмі «Вузол».

## Фільмографія
- 1999 — Сімнадцять років
- 2003 — Любов на всі часи
- 2003 — Кіт і миша
- 2003 — Пурпуровий метелик
- 2004 — Срібний яструб
- 2004 — Чекаючи наодинці
- 2004 — Ляо Чжай: Сяо Куй
- 2004 — Світ без злодіїв
- 2005 — Чекайте, пока не постарієте
- 2005 — Дружина дракона
- 2006 — Вузол
- 2008 — Заборонене царство
- 2010 — Детектив Ді і таємниця примарного полум'я
- 2011 — Снігова квітка і заповітне віяло
- 2011 — 1911
- 2012— Оселя зла: Відплата — Ада Вонг
- 2014 — Трансформери: Час вимирання
- 2015 — Чжун Куй: Снігова діва і темний кристал
- 2018 — 7 хранителів гробниці
- 2018 — Мег
- 2018 — Вартові гробниці